# Xã Chengwatana, Quận Pine, Minnesota
Xã Chengwatana (tiếng Anh: Chengwatana Township) là một xã thuộc quận Pine, tiểu bang Minnesota, Hoa Kỳ. Năm 2010, dân số của xã này là 987 người.